# ناجي الأسطا
ناجي الأسطا (22ديسمبر 1978-) مغني لبناني

## حياته
ولد في مدينة زحلة لعائلة فنية، بدأ شغفه بالموسيقى منذ أن كان في الحادية عشرة من عمره. عام 1994 حاز على عدة جوائز وتنويهات من خلال مسابقات أُجريت بين العديد من المدارس. عام 1995 بدأ بدراسة الموسيقى الشرقية لمدة 6 سنوات في المعهد الموسيقي الوطني.
ظن طريق الفن مفروشة بالورود، ولم يتوقع يوماً كل هذه المطبات وخصوصاً بعد اشتراكه في «ستوديو الفن» وعدم تمكنه من الإستمرار، الأمر الذي جعله يتخذ قراراً بترك الفن نهائياً والابتعاد عن الترنيم حتى في الكنيسة. عاش مرحلة يأس صعبة قبل أن يتصل به خوري الضيعة في زحلة ويدعوه إلى الترنيم في الريستال الذي تحييه الفنانة ماجدة الرومي. في تلك الليلة أشادت الرومي به وقالت إنه يصلح لأن يكون فناناً ناجحاً لأنه يملك الصوت والكاريزما. عندها اعتبر الأمر رسالة إلهية جديدة لكي لا يتخلى عن حلمه.
في أغسطس 2014 قام بإحياء حفل زفاف شقيقته ريتا والذي أقيم في زحلة

### حياته الأسرية
تزوج في 18أيلول2011 بعد قصة حب دامت 11 عاما في كنيسة سيدة زحلة، بحضور عائلة الفنان وعائلة زوجته، بالإضافة إلى عدد من الاصحاب المقربين، حيث عقد قرانه على ديانا غصين، في كنيسة سيدة زحلة وسط العائلة والاصدقاء، سافر بعدها الاسطا لمدة ستة أيام لقضاء شهر العسل مع عروسه. ليعود بعدها لمتابعة أعماله الفنية بالإضافة إلى اطلالته في الـ"taiga".
رزق في التاسع من نوفمبر عام 2012 بإبنه الأول جيورجيو وفي 27 كانون الأول 2016 رزق بابنه الثاني ناجي جونيور 

## مشواره الفني
إنضم إلى «روتانا أكاديمي» عام 2005 بعقد مدته ثلاث سنوات. خلال السنوات تلك، أنتجت له روتانا أُغنيتين «مديلي ايديكي»، «لو مشتقلي». عام 2006 بدأ بإحياء حفلات في ملهى «التايجا» في البترون شمال لبنان. قدّم أغنية منفردة عام 2010 حملت عنوان «تعبوا أعصابي» كلمات منير أبو عساف، ألحان هشام بولس، توزيع داني حلو وإنتاج «تايغا بيروت برودكشن».
في العام نفسه قدّم عمله الغنائي الثاني «إلعبي غيرا» كلمات منير بو عساف، ألحان هشام بولس وتوزيع داني حلو. تابع غنائه في ملهى «التايغا» لثلاثة ليالي في الأسبوع نظرًاً للنجاح الذي حققه في ذلك الملهى. عام 2012 قدّم أغنية «فكرتن خلصوا» كلمات فارس إسكندر، ألحان سليم سلامة وتوزيع عمر صباغ كما قدّم أغنية «كبراني براسا» كلمات منير بو عساف، ألحان هشام بولس وتوزيع داني حلو.
عام 2015 بعد خمس سنوات من العمل مع الملهى الليلي “تايغا” قرر نجم “هيك” عدم تجديد العقد بالتوافق والتراضي بين الطرفين، خاصة ان إدارة ال “تايغا” كانت قد عرضت تجديد العقد مع “اسطا” إلا ان الاخير وبسبب انشغالاته الفنية الكثيرة والتزاماته بالمهرجانات وحفلات الزفاف وجولاته في دول الاغتراب وتزامن عروضات الحفلات مع حفلته في “تايغا” ليلي الجمعة والسبت قرر ان لا يجدد العقد وان يقوم بخطوة جديدة في حياته.

## ألبومات

غلاف ألبوم(هيك 2015)

| الألبوم | العام | الأغاني                                                                                    | المنتج |
| ------- | ----- | ------------------------------------------------------------------------------------------ | ------ |
| هيك     | 2015  | كل الناس بتكبر، هيك، ما بيخلصوا، شو صاير علينا، يا غدارة، يا طفل صغير، وحدك ببالي، إيه نعم | تايغا  |

## فيديوكليبات
| الأغنية                           | العام        | المخرج |
| --------------------------------- | ------------ | ------ |
| تعبوا أعصابي                      | فادي حداد    | 2010   |
| العبي غيرا                        | فادي حداد    | 2011   |
| فكرتن خلصوا                       | فادي حداد    | 2011   |
| شمعة وبخور وترتيلة                | جو طويل      | 2012   |
| كذابة انتي                        | كميل طانيوس  | 2012   |
| كبرانة براسا                      | ليال م راجحة | 2012   |
| مش طبيعي                          | فادي حداد    | 2013   |
| عطاكي عمرو                        | كميل طانيوس  | 2013   |
| من حقي                            | ليال م راجحة | 2014   |
| قصة وطن                           | كرستين أسمر  | 2014   |
| إيه نعم                           | فادي حداد    | 2015   |
| هيك                               | فادي حداد    | 2015   |
| كل الناس بتكبر                    | فادي حداد    | 2016   |
| غلبني الغرام                      | فادي حداد    | 2017   |
| الكلمة كلمتك                      | هيفاء الفقيه | 2018   |
| بعتذر                             | هيفاء الفقيه | 2018   |
| شو كان بدي                        | فادي حداد    | 2019   |
| أقرب شخص                          | سعيد الماروق | 2020   |
| مش ناجي                           | أسعد شديد    | 2022   |
| تحياتي                            | إيلي السمعان | 2023   |
| ورجعنا التقينا ديو مع صلاح الكردي | شهاب شهاب    | 2024   |
| رقمي بتعرفي                       | وليد ناصيف   | 2025   |

## أغاني منفردة
- مديلي إيديكي 2011
- لو مشتاقلي 2011
- كذابة انتي 2012
- أم النعمة 2012
- الليلي غير الليالي 2014
- ست الصبايا 2014
- من هان جيشك فيك
- موال «قصة وطن» من كلمات الشاعر روجيه فغالي 2015

## أغاني مسلسلات
- 2019:موجة غضب

## المهرجانات والحفلات
- مهرجان الأغنية الشرقية 2013-2015،2016  لبنان
- جولة أميريكية أسترالية  الولايات المتحدة
- أستراليا2015
- ميروبا، عكار  لبنان 2012
- عيد الحب، رأس السنة بيروت  لبنان 2015
- الموريكس دور  لبنان 2012
- ستوكهولم  السويد2014[3]
- مهرجان كلنا للوطن  لبنان2015

## جوائز
- أفضل فنان صاعد لعام 2011 ميلودي أف أم [4]
- نجم الأغنية الشبابية ودرع تكريمي الموريكس دور2012 [5]
- أفضل ألبوم لعام 2015 من موقع آي تيونز [6]

## وصلات خارجية
1. قناة ناجي الرسمية على اليوتيوب
2. ناجي الاسطا على انستقرام